# Torsten Laen
Torsten Laen (* 26. November 1979 in Odense, Dänemark) ist ein ehemaliger dänischer Handballspieler auf der Position des Kreisläufers. Er ist 1,98 m groß. 
Laen war u. a. für die Füchse Berlin aktiv und lief auch für die dänische Nationalmannschaft auf.

## Karriere
Torsten Laen wurde 1999 entdeckt, als er noch im Handballteam der Universität Odense spielte, und vom dänischen Spitzenclub GOG Gudme Svendborg unter Vertrag genommen. Zunächst blieb Laen aber an der Universität eingeschrieben und schloss mit dem Bachelor in Sport ab, erst dann konzentrierte er sich ganz auf den Profihandball.
Mit Gudme gewann er 2000, 2004 und 2007 die dänische Meisterschaft sowie 2002, 2003 und 2005 den dänischen Pokal. 2007 schloss er sich dem spanischen Spitzenclub BM Ciudad Real an. Mit Ciudad Real gewann er 2008 die spanische Meisterschaft, den spanischen Pokal, den spanischen Supercup, den Copa ASOBAL und die EHF Champions League. 2009 gewann er erneut mit Ciudad Real die Meisterschaft und die EHF Champions League. Von 2009 bis 2013 spielte Torsten Laen für die Füchse Berlin in der Handball-Bundesliga. Laen größter Erfolg mit den Füchsen war der Einzug ins Final Four der Champions League 2012. Anschließend wechselte er zum dänischen Erstligisten KIF Kolding. Mit KIF gewann er 2014 und 2015 die Meisterschaft. Im Sommer 2016 kehrte er zu GOG Håndbold zurück. Nach der Saison 2017/18 beendete er seine Karriere. Anschließend war er bis 2020 bei GOG als Sportmanager tätig. Mittlerweile trainiert er beim dänischen Verein IF Stjernen Odense eine Jugendmannschaft. Im Juni 2025 wurde Laen zum Vorsitzenden des dänischen Handballverbandes gewählt.
Torsten Laen bestritt 152 Länderspiele für die dänische Nationalmannschaft.
Bei der Europameisterschaft (EM) 2002 und der EM 2004 gewann er mit Dänemark jeweils die Bronzemedaille. Bei der Weltmeisterschaft 2007 in Deutschland gehörte er nur zum erweiterten Aufgebot der Dänen.
Laen gewann im Jahr 1999 mit Dänemark die U-21-Weltmeisterschaft.